# José María Bastero
José María Bastero de Eleizalde (Bermeo, Vizcaya, 8 de enero de 1942) es un doctor ingeniero naval e ingeniero industrial y catedrático emérito de Mecánica español. Fue rector de la Universidad de Navarra (1996-2005).

## Biografía
Nieto del vascólogo Luis de Eleizalde, y hermano gemelo de Juan Luis Bastero. Cursó los estudios de ingeniería naval en la Universidad Politécnica de Madrid, doctorándose en esa misma universidad y obteniendo posteriormente el título de Ingeniero Industrial en 1980. Ganó la cátedra en ingeniería en la Universidad de Bilbao (1975-1978) y fue director de la Escuela Superior de Ingeniería de la Universidad de Navarra (1978-1993), cargo que compaginó con el de director del Centro de Estudios e Investigaciones Técnicas de Guipúzcoa-CEIT entre 1982 y 1993. 
En 1992 se trasladó a Pamplona donde fue nombrado Vicerrector de Investigación de la Universidad de Navarra (1992-1996), y Rector (1996-2005). Durante su época de Rector, se crea un nuevo Vicerrectorado de Infraestructuras e Innovación (2001), nombrando vicerrectora a Concepción Naval Durán, También se celebra el Cincuentenario de la Universidad de Navarra, donde las distintas facultades y escuelas organizaron congresos y seminarios de especial relieve científico. El acto central de esta efemérides tuvo lugar el 17 de enero de 2003, día en el que se concedió la investidura de doctores honoris causa a las siguientes personalidades: el cardenal Antonio Mª Rouco Varela, por aquel entonces, arzobispo de Madrid; Mary Ann Glendon, profesora de Derecho en la Universidad de Harvard (Estados Unidos); y Anthony Kelly, profesor de Ingeniería en la Universidad de Cambridge (Reino Unido).
Fue Presidente de la Asociación de Amigos de la Universidad de Navarra durante catorce años (2008-2022).

## Premios
- Medalla de Oro de la Universidad de Navarra, el 14 de septiembre de 2012.[4]

## Publicaciones
Ha escrito numerosos artículos en revistas internacionales sobre su especialidad. Destacan los siguientes manuales:

### Libros
- Con Joaquín Casellas Roure, Curso de mecánica, Pamplona: Universidad de Navarra, 1976. ISBN 8431302313
- Con Joaquín Casellas Roure, Mekanika ikastaro, Bilbao: Universidad del País Vasco. Servicio Editorial = Euskal Herriko Unibertsitatea, Argitalpen Zerbitzua, 2006. ISBN 8483733994